# Makleeu-anim
Die Makleeu-anim sind ein melanesisches Papuavolk im Süden des indonesischen Westneuguinea (Provinz Papua Selatan).
Die Makleeu-anim leben südlich des Unterlaufs des Digul-Flusses. Zentrales Siedlungsgebiet ist der Bulaka-Fluss. Östliche Grenznachbarn sind die Marind-anim, westliche Anrainer die Jab-anim. Pufferstreifen zwischen den beiden Nachbarstämmen sind großteils unbewohnt.